# Национальный центр солнечной энергии Бен-Гуриона

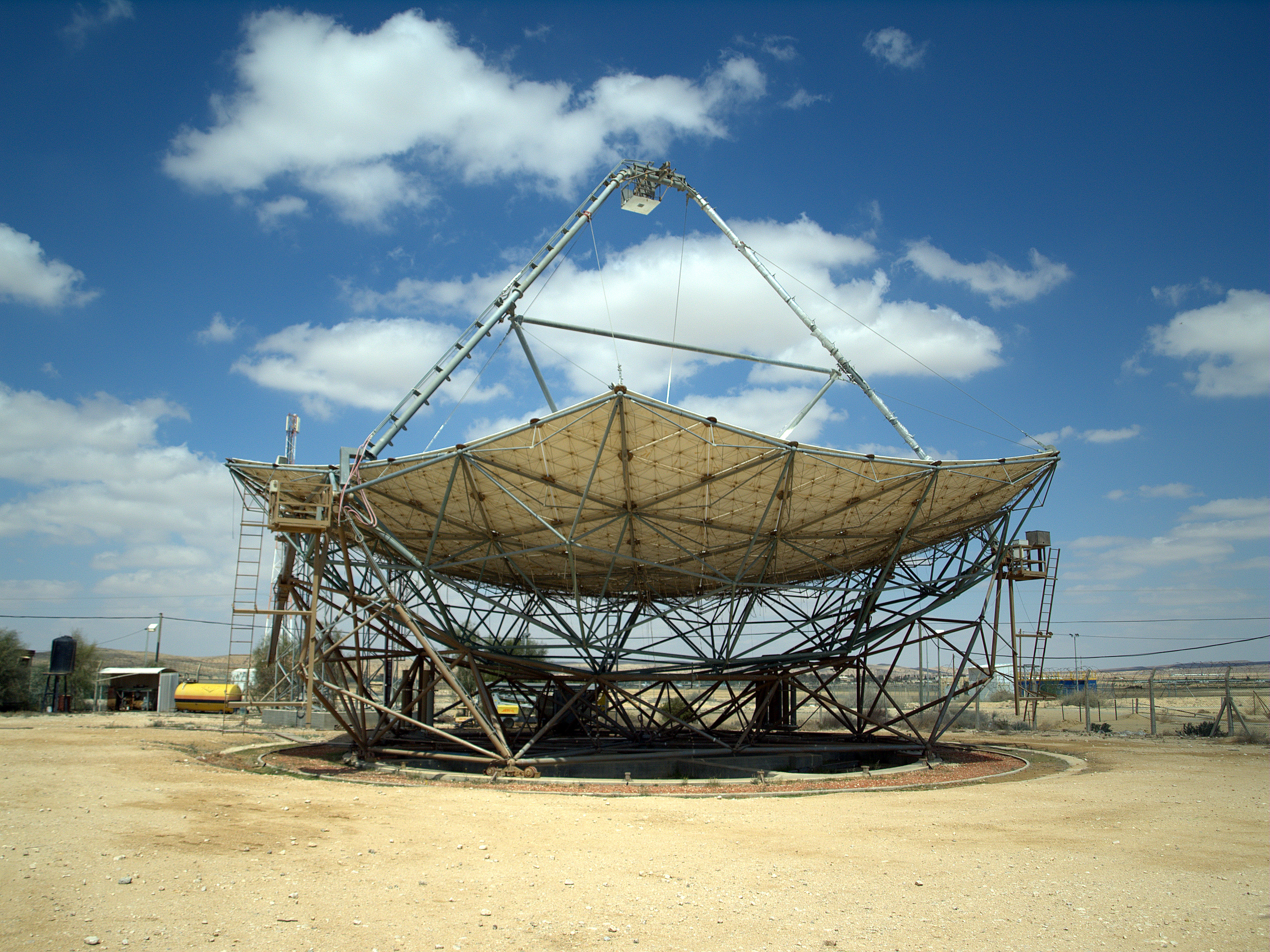
Самый большой солнечный параболический отражатель в мире находится в этом центре

Национальный центр солнечной энергии Бен-Гуриона, находящийся в пустыне Негев — научно-исследовательский центр при Университете имени Бен-Гуриона. Он был основан в 1987 году Министерством национальной инфраструктуры для получения чистой и дешёвой альтернативы традиционным видам энергетики, в первую очередь солнечной энергии. С июля 1991 года Центр управляется Институтом исследования пустынь Якоба Блауштейна, подразделения Университета имени Бен-Гуриона. Директор института Давид Файман.